# I. e. 313
Évszázadok: i. e. 5. század – i. e. 4. század – i. e. 3. század
Évtizedek: i. e. 360-as évek – i. e. 350-es évek – i. e. 340-es évek – i. e. 330-as évek – i. e. 320-as évek – i. e. 310-es évek – i. e. 300-as évek – i. e. 290-es évek – i. e. 280-as évek – i. e. 270-es évek – i. e. 260-as évek
Évek: i. e. 318 – i. e. 317 – i. e. 316 – i. e. 315 –  i. e. 314 – i. e. 313 – i. e. 312 – i. e. 311 – i. e. 310 – i. e. 309 – i. e. 308

## Események

### Makedón Birodalom
- A harmadik diadokhosz háborúban Antigonosz a Peloponnészoszra küldi hadvezérét Teleszphoroszt az ottani városok felszabadítására.
- Az egyiptomi Ptolemaiosz teljesen visszafoglalja Ciprust, amelyen korábban Antigonosz hívei fellázadtak. Ezenkívül leveri a Kürénében fellángolt lázadást.
- A makedón uralmat megelégelő épeirosziak visszahívják korábbi királyukat, Aiakidészt. Kasszandrosz hadsereget küld ellenük, amelyet fivére, Philipposz vezet.
- Philipposz legyőzi Aiakidészt, aki maradék erőit egyesíti az aitóliabeliekkel. Philipposz másodszor is diadalmaskodik és a csatában Aiakidész is elesik.
- Aszandrosz, a kis-ázsiai Kária Kasszandrosszal és Ptolemaiosszal szövetséges helytartója megadja magát Antigonosznak. Néhány nappal később felrúgja a megállapodást és kiszabadítja túszul adott fivérét. Antigonosz hadserege megszállja Káriát, Aszandrosz további sorsa ismeretlen.

### Róma
- Lucius Papirius Cursort és Caius Iunius Bubulcus Brutust választják consulnak. A szamnisz háború folytatására Caius Poetilius Vibo Visolust nevezik ki dictatorrá, aki harc nélkül visszafoglalja Fregellaet, majd a campaniai Nolát (más források szerint Nolát C. Iunius consul foglalta el). Suessában és Pontiában római coloniát alapítanak.[1]

## Halálozások
- Aiakidész épeiroszi király

## Fordítás
- Ez a szócikk részben vagy egészben  a(z)   313 BC című angol Wikipédia-szócikk ezen változatának fordításán alapul.  Az eredeti cikk szerkesztőit annak laptörténete sorolja fel. Ez a jelzés csupán a megfogalmazás eredetét és a szerzői jogokat jelzi, nem szolgál a cikkben szereplő információk forrásmegjelöléseként.